# Exoristobia pleuralis
Exoristobia pleuralis är en stekelart som först beskrevs av William Harris Ashmead 1893.  Exoristobia pleuralis ingår i släktet Exoristobia och familjen sköldlussteklar. Inga underarter finns listade i Catalogue of Life.